# Trentepohlia pomeroyi
Trentepohlia pomeroyi är en tvåvingeart som beskrevs av Alexander 1921. Trentepohlia pomeroyi ingår i släktet Trentepohlia och familjen småharkrankar.
Artens utbredningsområde är Nigeria. Inga underarter finns listade i Catalogue of Life.